# ایرباس هلیکوپترز
ایرباس هلیکوپترز (به انگلیسی: Airbus Helicopters) شرکت چندملیتی صنایع هوافضایی است، که بازوی طراحی و ساخت انواع هلیکوپتر ایرباس به‌شمار می‌آید. این شرکت در سال ۱۹۹۲ با ادغام بخش‌های هلیکوپترسازی شرکت فرانسوی آئروسپاسیال و شرکت آلمانی دایملر-بنز، تحت نام یوروکوپتر تشکیل شد و در ژانویه ۲۰۱۴ نام آن به ایرباس هلیکوپترز تغییر یافت. دفتر مرکزی این شرکت در فرودگاه بین‌المللی مارسی در جنوب فرانسه قرار دارد و کارخانه‌های اصلی آن در مارسی، دوناوورث در آلمان و آلباسته در اسپانیا مستقر می‌باشند.
ایرباس هلیکوپترز یکی از سه گروه صنعتی هوافضای بزرگ دنیاست و از نظر حجم معاملات در رتبه اول بین تمامی شرکت‌های هلیکوپترسازی قرار می‌گیرد. این شرکت از نظر تنوع تولیدات نیز بالاترین رتبه را در میان همتایان خود دارد و از بالگردهای سبک تک‌موتوره گرفته، تا بالگردهای سبک و متوسط دوموتوره و همچنین بالگردهای متوسط و سنگین ترابری، هم در مدل‌های نظامی و هم در مدل‌های غیرنظامی، در کارخانه‌های آن تولید می‌شوند. در سال ۲۰۰۶ بیش از ۹۵۰۰ هلیکوپتر ایرباس هلیکوپترز در خدمت ۲۵۰۰ مشتری این شرکت از ۱۳۹ کشور بوده‌اند.

## نگارخانه

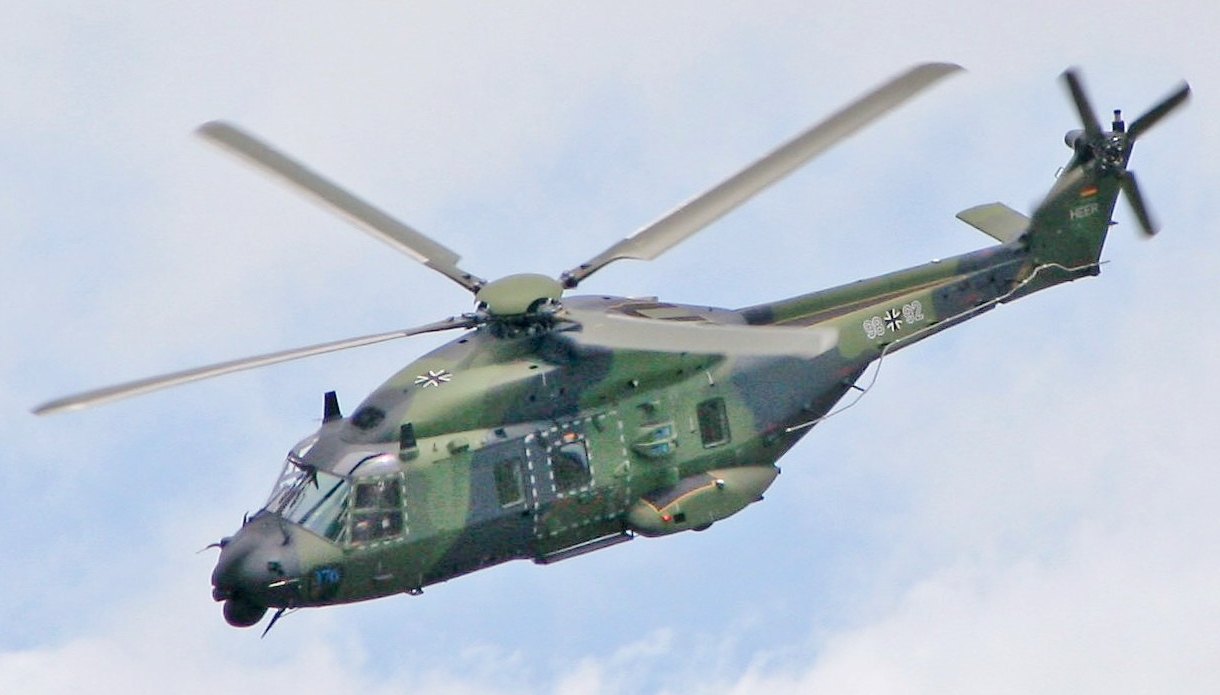
بالگرد ترابری تاکتیکی ان‌اچ۹۰
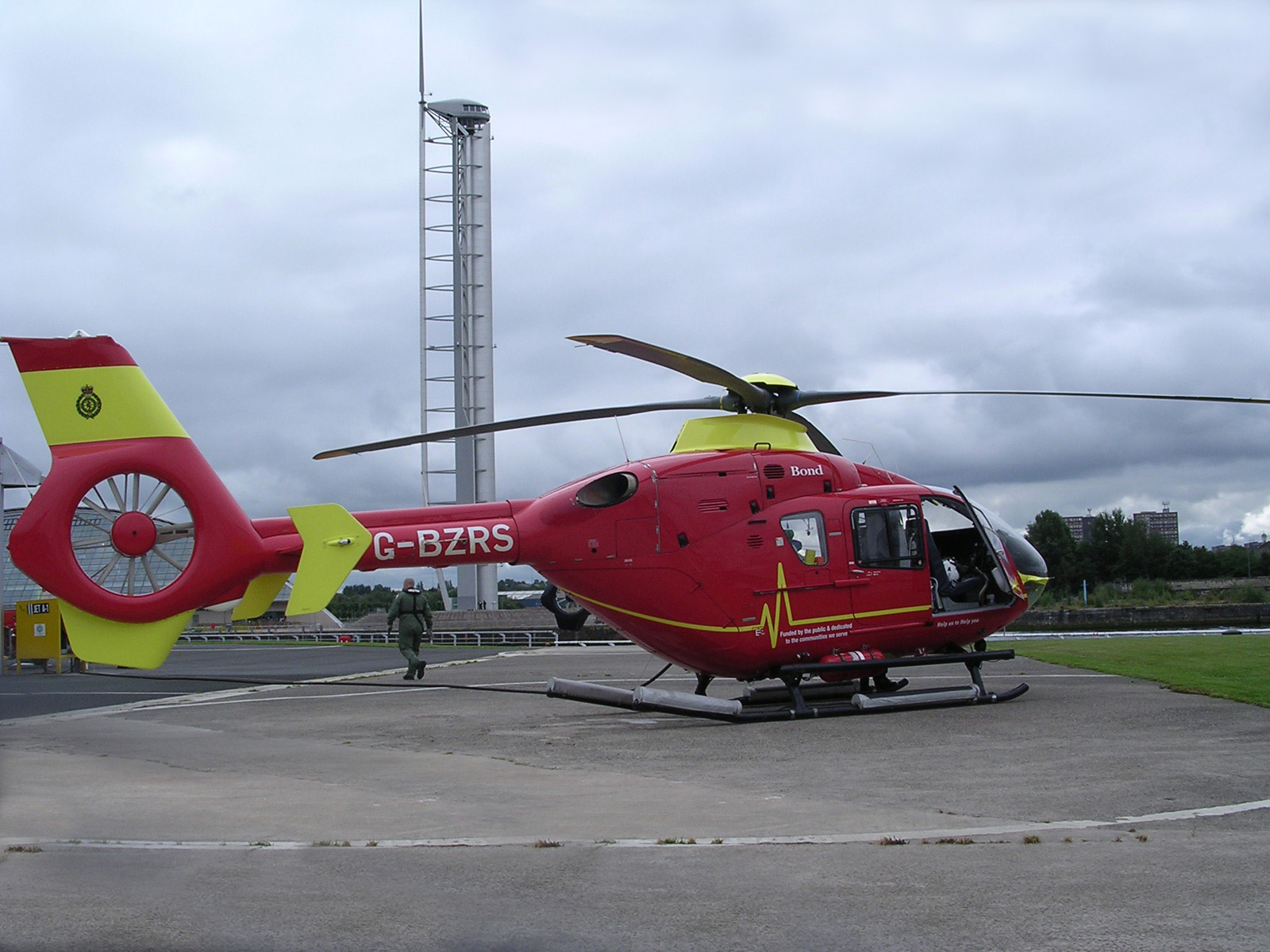
یوروکوپتر ئی‌سی ۱۳۵
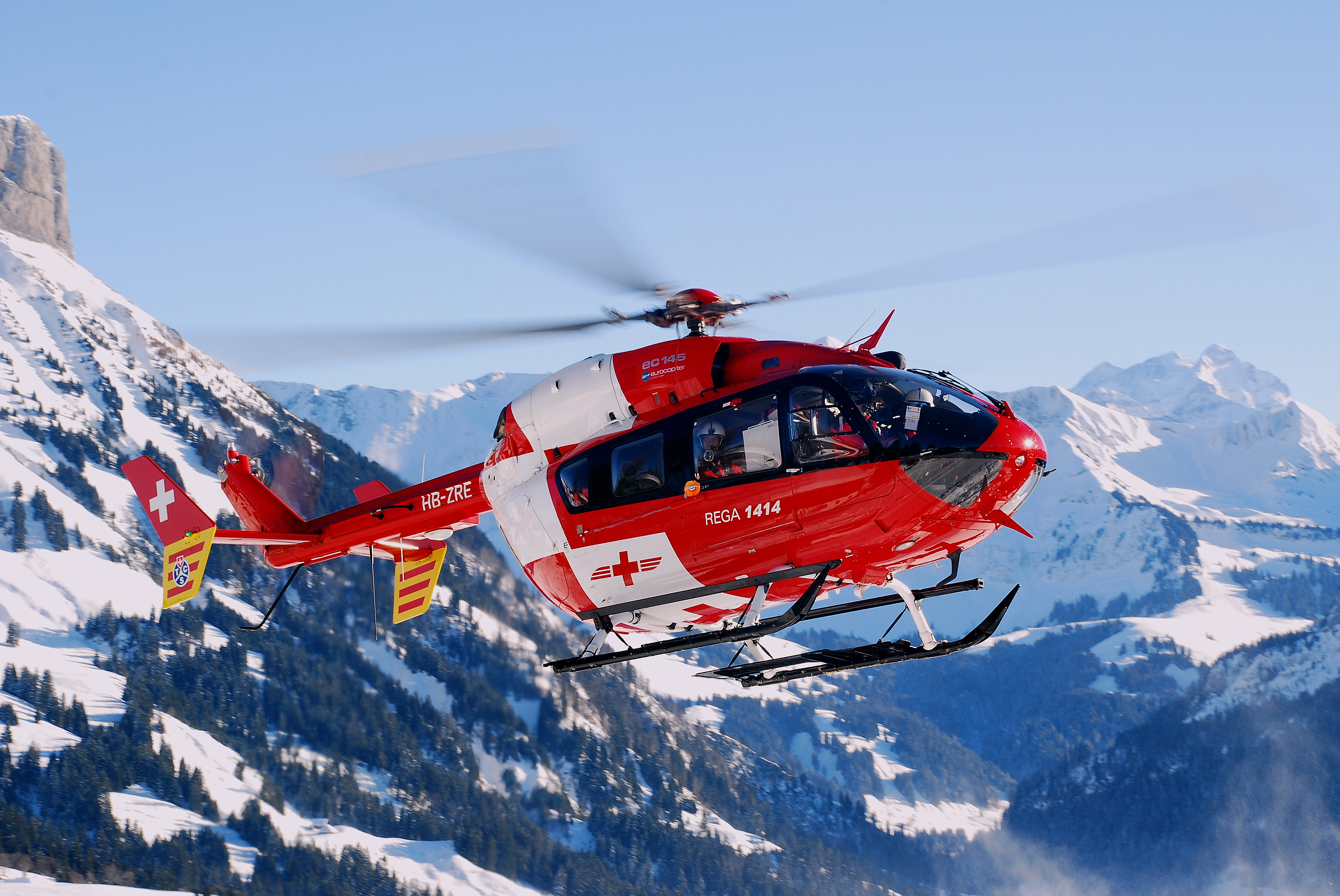
ئی‌سی۱۴۵
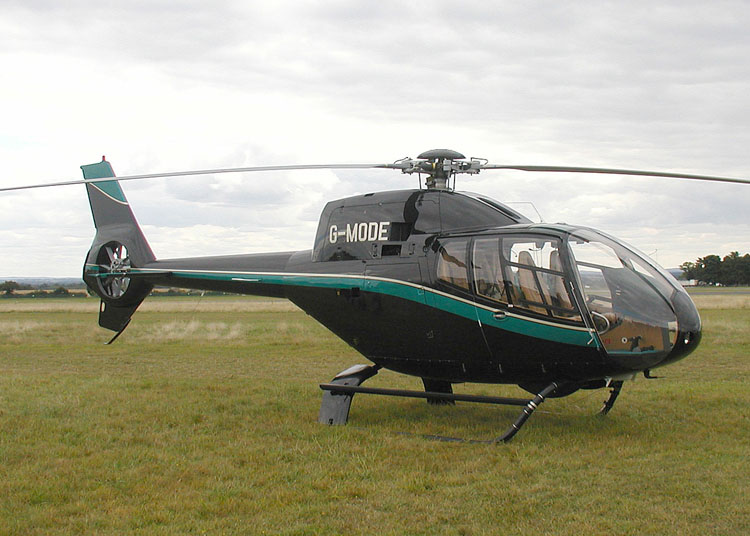
یوروکوپتر ئی‌سی۱۲۰
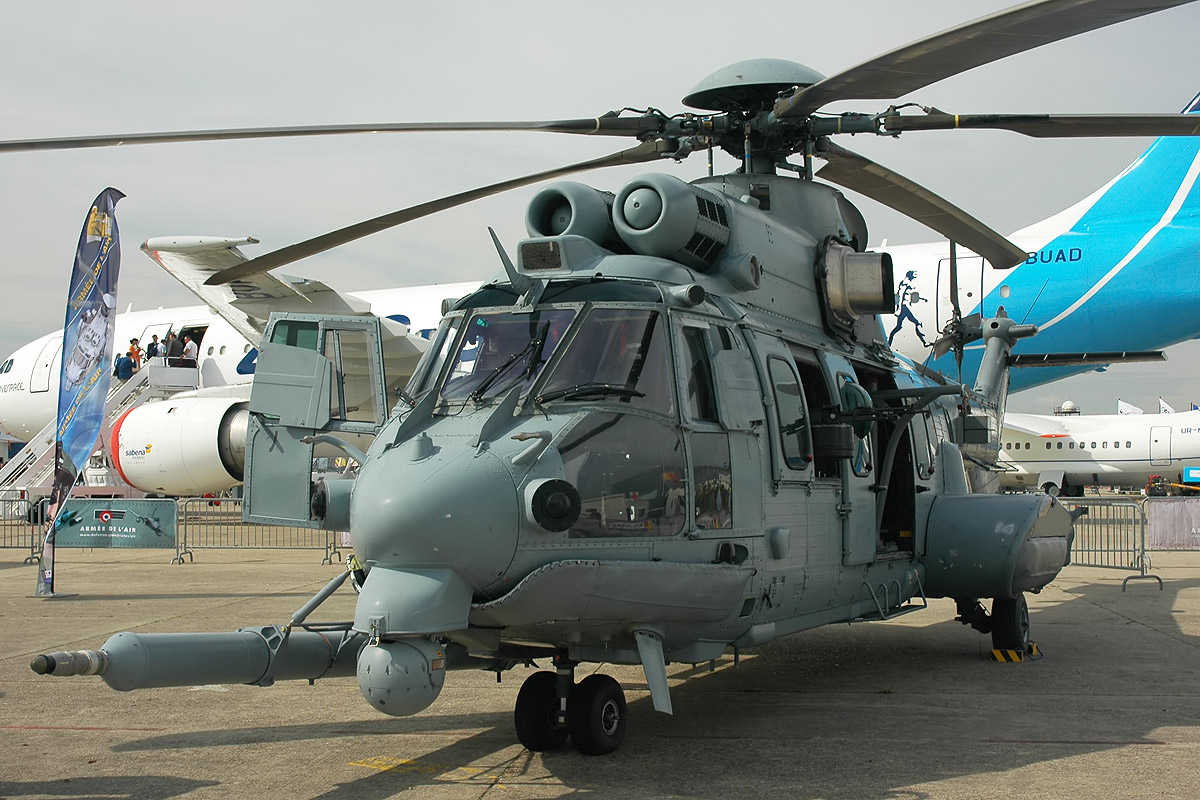
ئی‌سی۷۲۵ کاراکال
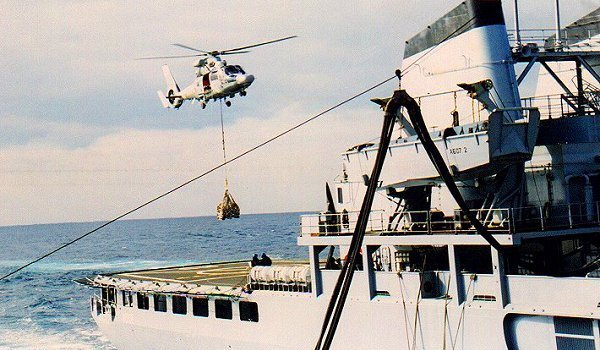
آاس۵۶۵ پانتر
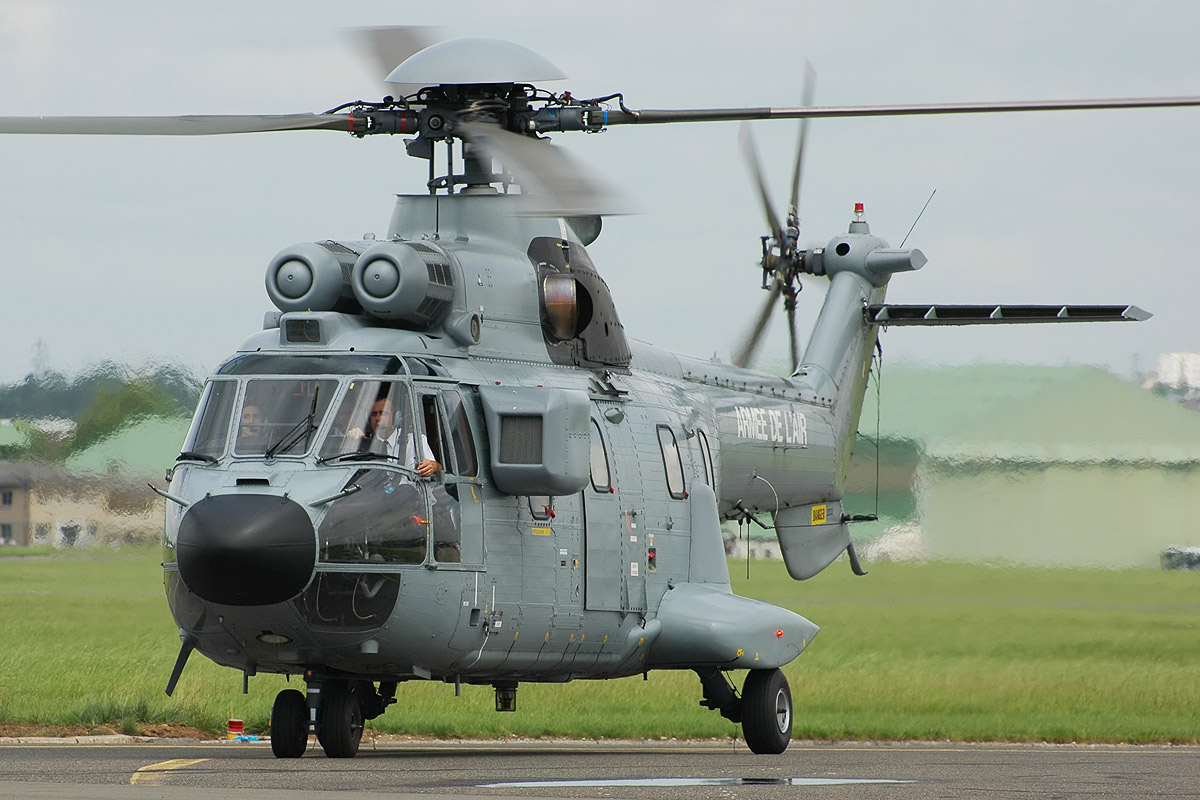
آاس۵۳۲ سوپرپوما
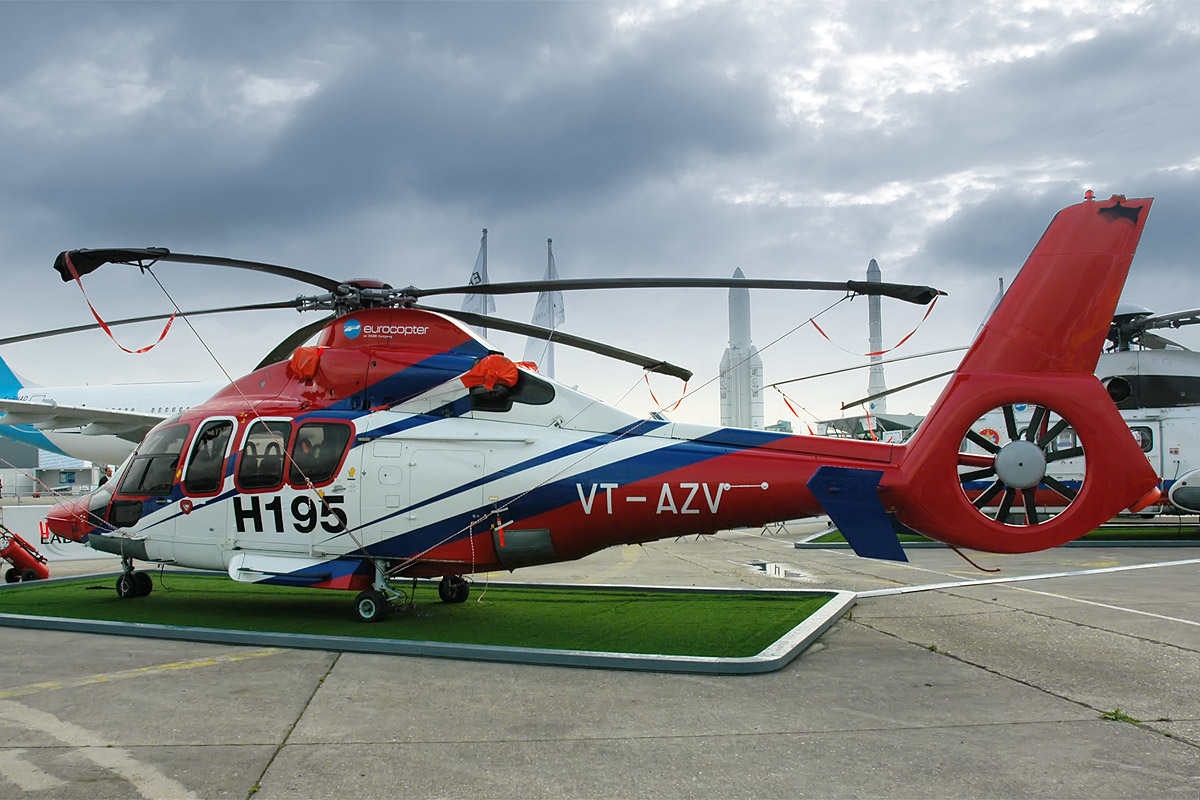
ئی‌سی۱۵۵
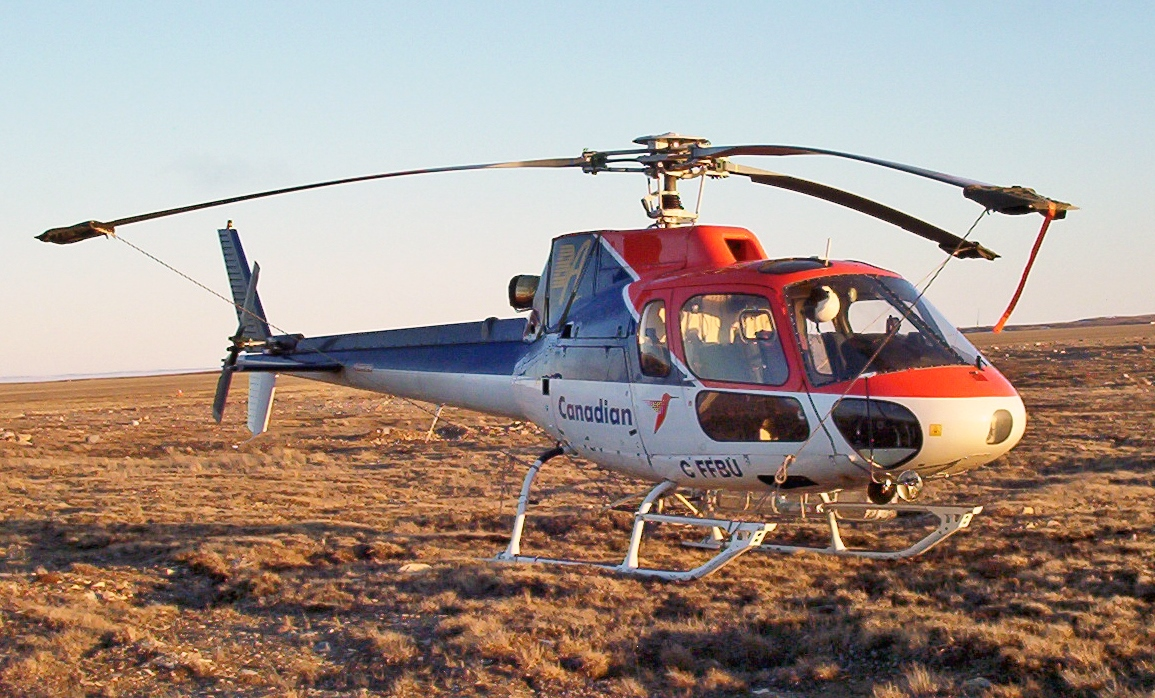
آاس۳۵۰
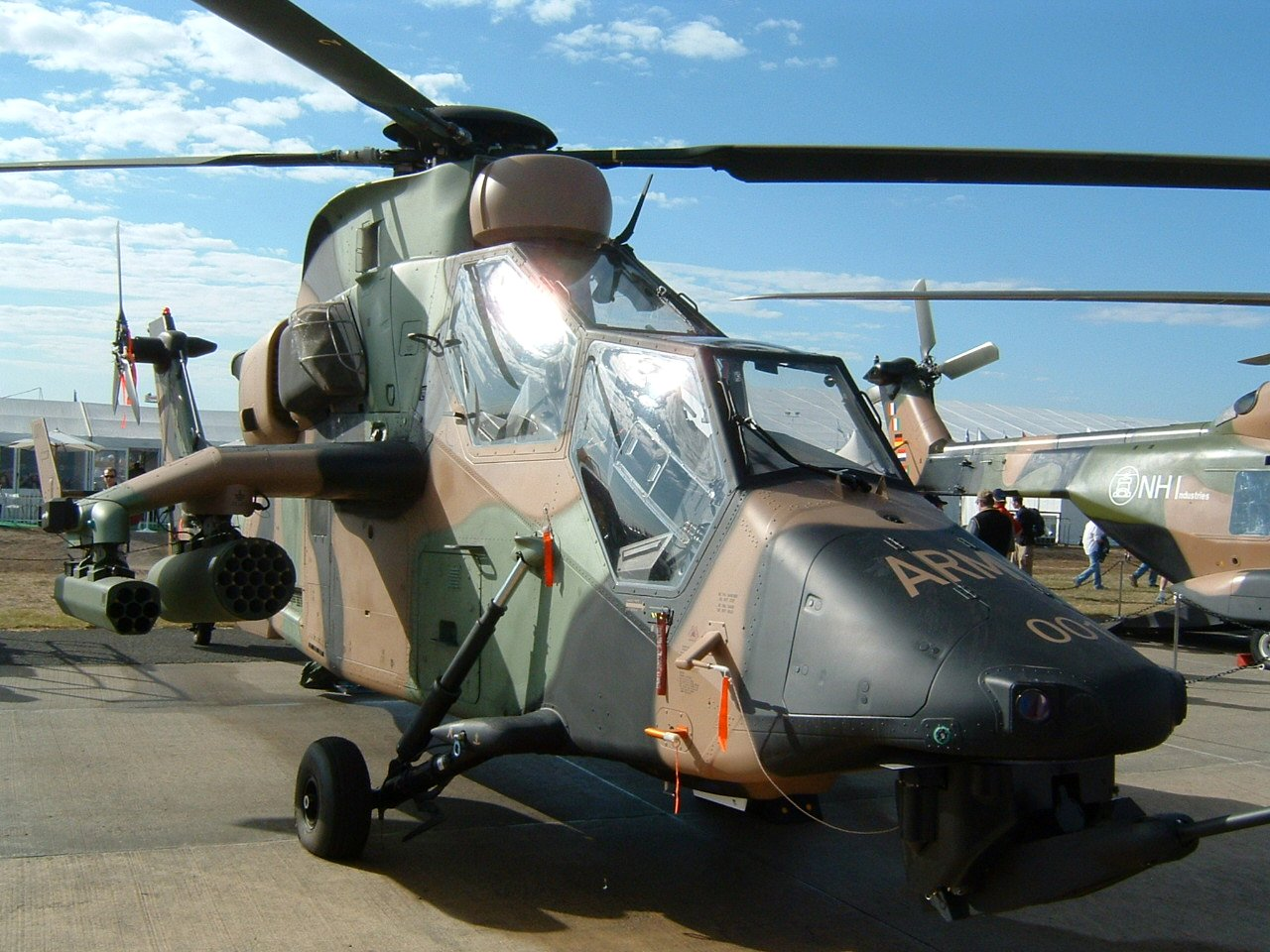
یوروکوپتر تایگر
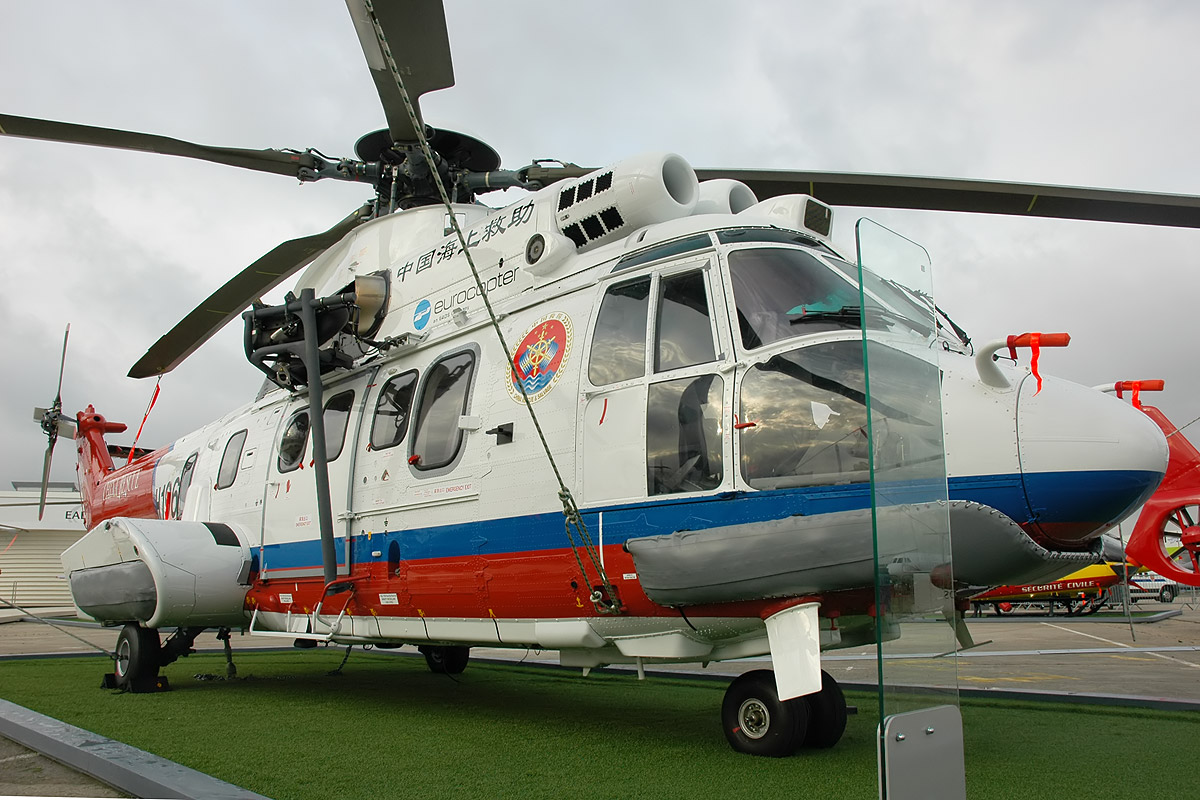
ئی‌سی۲۲۵ سوپرپوما
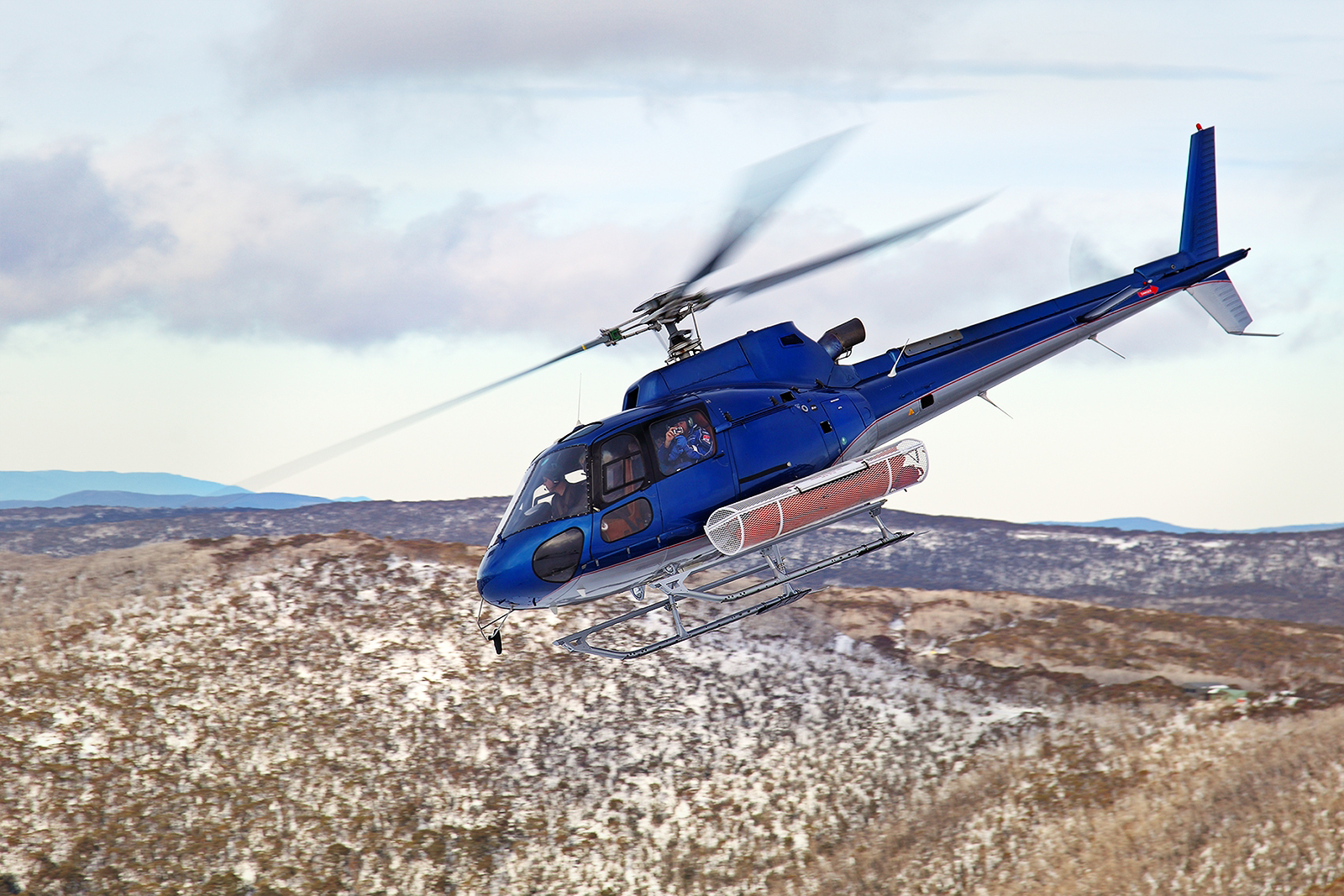
آاس۳۵۰
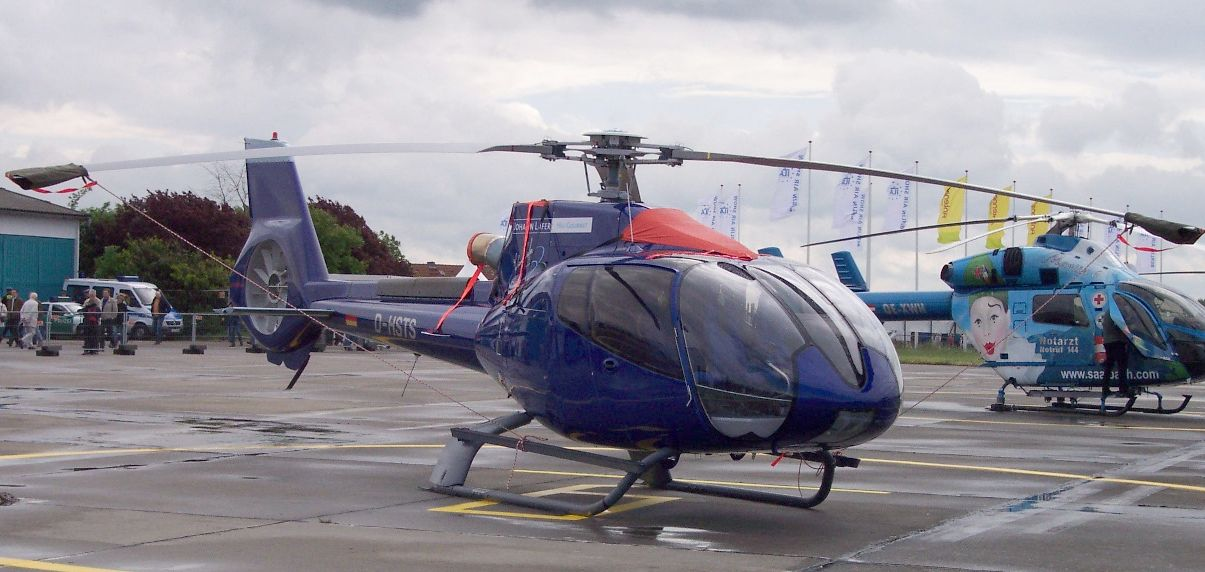
ئی‌سی۱۳۰